# Kén-hexafluorid
| Kén-hexafluorid                                                                                                 | |
| \| \| \| | |
| | |
| IUPAC-név | kén(VI)-fluorid                                                                                      |
| Más nevek | kén-hexafluorid                                                                                      |
| Kémiai azonosítók                                                                                               | |
| CAS-szám | 2551-62-4                                                                                            |
| PubChem | 17358                                                                                                |
| ChemSpider | 16425                                                                                                |
| EINECS-szám | 219-854-2                                                                                            |
| DrugBank | DB11104                                                                                              |
| KEGG | D05962                                                                                               |
| ChEBI | 30496                                                                                                |
| RTECS szám | WS4900000                                                                                            |
| ATC kód | V08DA05                                                                                              |
| SMILES | FS(F)(F)(F)(F)F                                                                                      |
| InChIKey | SFZCNBIFKDRMGX-UHFFFAOYSA-N                                                                          |
| Beilstein | 7247840                                                                                              |
| Gmelin | 2752                                                                                                 |
| UNII | WS7LR3I1D6                                                                                           |
| UN-szám | 1080                                                                                                 |
| ChEMBL | CHEMBL1796998                                                                                        |
| Kémiai és fizikai tulajdonságok                                                                                 | |
| Kémiai képlet                                                                                                   | SF6                                                                                                  |
| Moláris tömeg                                                                                                   | 146,06 g/mol                                                                                         |
| Megjelenés | színtelen szagtalan gáz                                                                              |
| Sűrűség | 6,164 g/l, (gáz, 1 bar) 1,329 kg/l, (folyadék, 25 °C) 2510 kg/m³ vagy 2,510 kg/l, (szilárd −50,8 °C) |
| Olvadáspont | −63,8 °C (209 K) (szublimál)                                                                         |
| Forráspont | normál nyomáson nem létezik                                                                          |
| Oldhatóság (vízben)                                                                                             | 0,003% (25 °C)                                                                                       |
| Mágneses szuszceptibilitás                                                                                      | −44,0·10−6 cm3/mol                                                                                   |
| Hővezetés | - 13,45 mW/(m·K) 25 °C-on - 11,42 mW/(m·K) 0 °C-on                                                   |
| Viszkozitás | 15,23 μPa·s                                                                                          |
| Gőznyomás | 2,9 MPa (21,1 °C-on)                                                                                 |
| Kristályszerkezet                                                                                               | |
| Kristályszerkezet                                                                                               | rombos, oP28                                                                                         |
| Tércsoport | Oh                                                                                                   |
| Koordinációs geometria                                                                                          | derékszögű hatszöges                                                                                 |
| Molekulaforma                                                                                                   | oktaéderes                                                                                           |
| Dipólusmomentum                                                                                                 | 0 D                                                                                                  |
| Termokémia | |
| Std. képződési entalpia ΔfHo298                                                                                 | −1209 kJ·mol−1                                                                                       |
| Standard moláris entrópia So298                                                                                 | 292 J·mol−1·K−1                                                                                      |
| Hőkapacitás, C                                                                                                  | 0,097 kJ/(mol·K) (állandó nyomáson)                                                                  |
| Terápiás előírások                                                                                              | |
| Licenc adat | yes (EU)                                                                                             |
| Veszélyek | |
| MSDS | külső MSDS                                                                                           |
| NFPA 704 | 0 1 0                                                                                                |
| S mondatok | S38                                                                                                  |
| PEL | TWA 1000 ppm (6000 mg/m3)                                                                            |
| Ha másként nem jelöljük, az adatok az anyag standardállapotára (100 kPa) és 25 °C-os hőmérsékletre vonatkoznak. | |
| | |

A kén-hexafluorid (SF6) szervetlen vegyület. Szobahőmérsékleten gáz halmazállapotú. Molekulaszerkezete oktaéderes; hat fluoratom kapcsolódik egy központi kénatomhoz. Színtelen, szagtalan, nem mérgező és nem gyúlékony. Mivel tipikusan apoláris gáz, vízben alig, de apoláris szerves oldószerekben jól oldódik. Általában sűrített, cseppfolyósított formában szállítják.

## Előállítása és reakciói
Előállítható elemi kén és fluor reakciójával, ezt a módszert használták a vegyület felfedezői, Henri Moissan és Paul Lebeau 1901-ben. A reakció erősen exoterm.
{\displaystyle \mathrm {S_{8}\ +24\ F_{2}\longrightarrow 8\ SF_{6}} \qquad \Delta H_{R}^{\ominus }=-1220\mathrm {kJ/mol} }
A folyamat során más kén-fluoridok is keletkeznek, de ezeket el lehet távolítani: ipari előállítása során a keveréket 400 °C-ra hevítik, így a(z erősen mérgező) S2F10 diszproporcionál:
{\displaystyle {\ce {S_2F_{10}-> SF_6\ + SF_4}}}
majd a terméket nátrium-hidroxidos gázmosón átvezetve a maradék SF4 is elbontható:
{\displaystyle {\ce {SF_4 + 6 OH^- -> SO_3^{2-}{+}\ 4 F^- {+}\ 3 H_2O}}}
A kapott kén-hexafluoridot desztillációval tisztítják.
Egy alternatív, brómot alkalmazó módszerrel SF4 és CoF3 viszonylag alacsony (pl. 100 °C) hőmérsékleten végzett reakciójával is előállítható:
{\displaystyle {\ce {2 CoF_3 + SF_4 + (Br_2) -> SF_6\ + 2 CoF_2\ + (Br_2)}}}
A kén-hexafluoridnak alig ismertek reakciói. Közömbösségét főként a kénatom sztérikusan gátolt volta okozza, míg a 16. csoport nehezebb elemeinek megfelelője, például a szelén-hexafluorid (SeF6) sztérikusan már kevésbé zsúfolt, és reakcióképesebb. Nem reagál az olvadt nátriummal annak forráspontja alatt, de lítiummal exoterm reakcióba lép.
Folyékony ammóniában az alkálifémek a megfelelő szulfidokká és fluoridokká redukálják:
{\displaystyle {\ce {SF_6 + 8 Na -> Na_2S + 6 NaF}}}
Hidrogén-szulfid jelenlétében szinproporciós reakcióban elemi kén és hidrogén-fluorid (HF) keletkezik:
{\displaystyle {\ce {2 SF_6 + 6 H_2S -> S_8 + 12 HF}}}

## Üvegházhatása

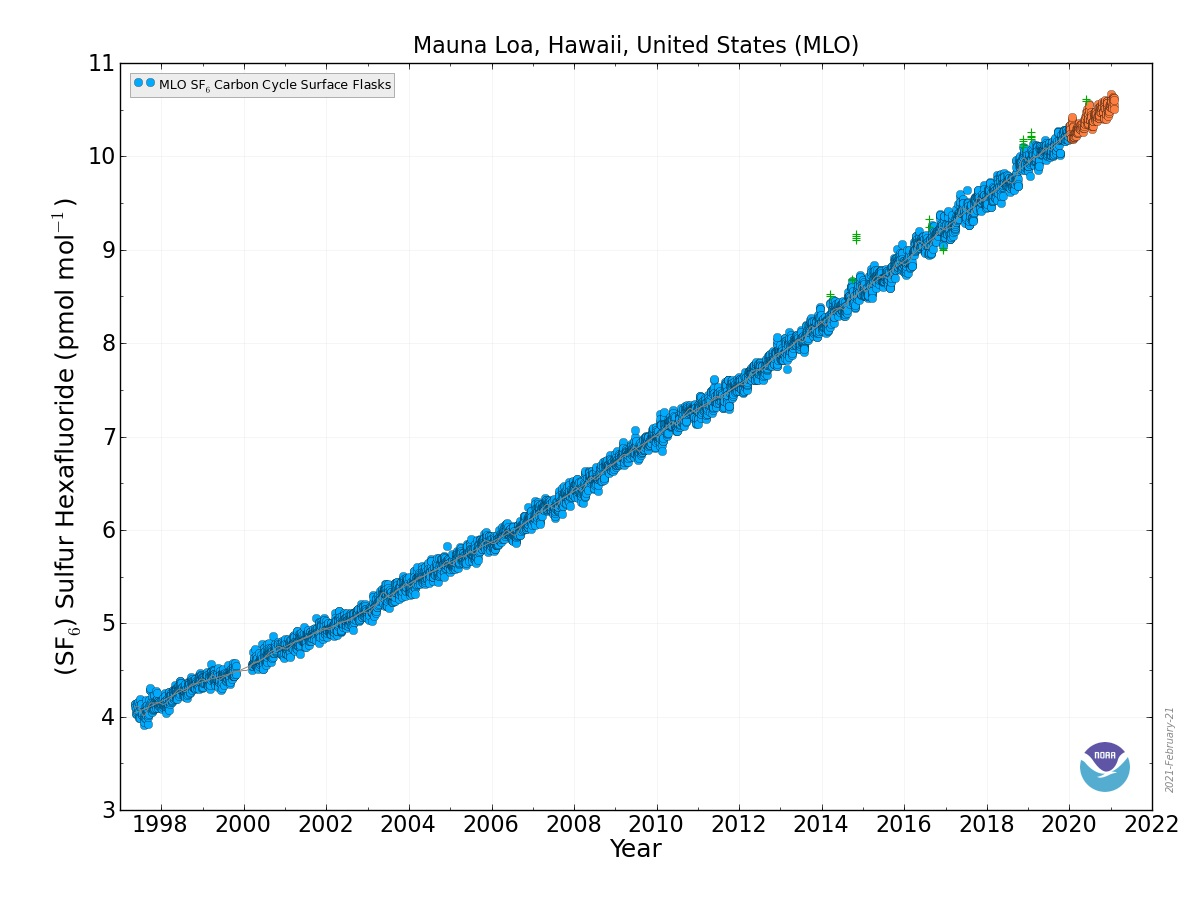
Mauna Loán mért kén-hexafluorid koncentráció

Az Éghajlatváltozási Kormányközi Testület szerint az általuk vizsgáltak közül a SF6 a legerősebben üvegházhatású gáz, globális felmelegedési potenciálja 100 éves időtartamot tekintve a CO2-énak 23 900-szerese. Mérések szerint a SF6 koncentrációja évente kb. 0,2 ppt-t nőve 2018 februárjában 9 ppt volt. A légkörben rendkívül sokáig megmarad, a troposzférában és a sztratoszférában sem lép reakcióba, becsült élettartama 800–3200 év. Átlagos globális koncentrációja évente kb. 7%-kal nőtt az 1980-as és 1990-es években, elsősorban a magnézium előállításához, valamint az elektromos és elektronikai iparban történő felhasználása miatt. Tekintve, hogy a szén-dioxidhoz képest kis mértékű a kibocsátása, a globális felmelegedéshez való hozzájárulása a becslések szerint kevesebb, mint 0,2%.
Európában a SF6 az F-gáz rendelet hatálya alá tartozik, mely az anyag számos felhasználását szabályozza vagy megtiltja. 2006. január 1. óta nem használható nyomjelző gázként.

## Élettani hatásai és óvintézkedések
Érdekessége, hogy kis, biztonságos adag belélegzése során az emberi hang mélyebb lesz. Ennek magyarázata az, hogy az emberi vokális traktus tulajdonképpen egy akusztikus rezonátor. Annak a sajátfrekvenciája egyenesen arányos az üreget kitöltő anyagban uralkodó hangsebességgel. A kén-hexafluoridban pedig 0,44-szor lassabban terjed a hang, mint a levegőben. Ezzel ellentétben a hélium belélegzésekor a hang magasabb lesz, mert a héliumban a hang háromszor gyorsabban terjed, mint a levegőben.
Ezt mutatta be Adam Savage az Állítólag… című televíziós műsorban 2008. szeptember 3-án. A műsor során hélium belélegzésére is sor került, amitől magasabb lett a belélegző hangja.
Habár a kén-hexafluorid belégzése újszerű szórakozás lehet, a mutatvány veszélyessé válhat. Ennek oka, hogy a többi közömbös gázhoz hasonlóan az SF6 nemcsak az oxigént szorítja ki a tüdőből, hanem a légzési reflexet elsődlegesen kiváltó szén-dioxidot is. Általában elmondható, hogy a sűrű, szagtalan gázok zárt területen fulladást okozhatnak.
Az extrém üvegház hatású anyagokhoz tartozik, légköri lebomlási ideje több ezer év.

## Felhasználása
Évente több, mint 10 000 tonnát állítanak elő, melynek nagy részét (több, mint 8000 tonna) dielektrikumként használják fel a villamosiparban. Felhasználják továbbá védőgázként a magnéziumöntés során.

### Villamos erőátvitel
A levegőnél ötször nagyobb sűrűsége és jóval nagyobb villamos szilárdsága (az 1...6 bar nyomástartományban kb. 2,5...3-szoros) miatt nagy zárlati teljesítményű hálózatok megszakítóiban alkalmazzák gáztöltetként. A kén-hexafluoridban égő ív azonos gáznyomás és áramerősség esetén jóval kisebb átmérőjű, mint levegőben. Az ív kialvásakor a gáztér ionjainak rekombinációja gyorsabb, és a gáztér villamos szilárdsága sokkal gyorsabban tér vissza.

### Ablakok hangszigetelése
A nagy sűrűség jelentős hangcsillapítást eredményez a ragasztott ablaküvegeknél. Ez a hang sebességének nagy mértékű csökkenésével van összefüggésben. Míg a levegőben ez a sebesség 330 m/s, addig a kén-hexafluoridban mindössze 130 m/s. Hőszigetelése viszont rosszabb az erre a célra általánosan használt argonénál.

### Gépjárművek gumiabroncsai
1984 óta a németországi gépkocsivezetők levegő helyett kén-hexafluoriddal is feltölthetik a gumiabroncsaikat. Mivel a gáz molekulái sokkal nagyobb méretűek a levegő molekuláinál, sokkal lassabban diffundálnak a gumiabroncson keresztül. A Continental AG például biztosította a vevőket, hogy ilyen módon akár egy évig is stabil marad a guminyomás. A tartósan egyenletes nyomás növeli a közlekedés biztonságát és meghosszabbítja a gumik élettartamát.